# Radioestadio
Radioestadio es un programa deportivo de la radio española presentado por Edu García que se emite en Onda Cero los sábados de 15:30 a 23:00, los domingos de 15:00 a 23:00, las noches de Champions League y en otros grandes eventos deportivos.

## Equipo
- Director y Publicidad : Edu García
- Animación y Publicidad : Alberto Collado
- Producción : Raúl González Colomo y Valentín Martín
- Redes sociales : Raúl Espínola
- Realización : David Pañalva, Andrés Aránguez y Daniel Madrid
- Central de datos : Alexis Martín Tamayo "MisterChip"
- Redacción : Miguel Venegas y Gonzalo Palafox
- Fútbol internacional : Miguel Venegas
- Analista de árbitros : Juan Andújar Oliver
- Palco de “Profes” : Gica Craioveanu, Salva Ballesta, Pedro Riesco, Gerard López, Pablo Blanco, Enrique Ortego, Manu Sarabia, Cayetano Ros, José Rodríguez, David Timón, Carmelo Navarro, Alberto López Frau, Ander Mirambell, Antonio Sanz, Miguel “Látigo” Serrano, Gonzalo Gutiérrez, Santi Segurola, Fabio Ingoglia

## Colaboradores

### Fútbol
Esta lista de narradores son de los equipos que juegan en su estadio.

#### Liga Santander
- Deportivo Alavés: Gorka Acitores, Roberto Bascoy
- Athletic Club: Gorka Acitores, Luis Fernando Baranda
- Atlético de Madrid: Hugo Condés, Alejandro Mori
- FC Barcelona: Alfredo Martínez, Víctor Lozano
- Granada CF: Alejandro Romero, Pedro Lara
- RCD Mallorca: Alfredo Martínez, Paco Muñoz
- RCD Español: Alfredo Martínez, José Agustín Gómez
- Celta de Vigo: Alejandro Romero, Rubén Rey
- Real Madrid CF: Alberto Pereiro, Fernando Burgos
- Real Sociedad: Gorka Acitores, Iñigo Taberna
- Getafe CF: Raúl Granado, Alberto Fernández
- CA Osasuna: Gorka Acitores, Javier Saralegui
- Sevilla FC: Carlos Hidalgo, José Manuel Jiménez
- Valencia CF: Víctor Lluch, Eduardo Esteve
- Villarreal CF: Víctor Franch, Eduardo Esteve
- Real Betis Balompié: José Manuel Jiménez, Carlos Hidalgo
- Levante UD: Víctor Lluch, Jordi Gosalvez
- Cádiz CF: Carlos Hidalgo, José Antonio Rivas
- Elche CF: Víctor Lluch, Monserate Hernández
- Rayo Vallecano: Raúl Granado, Alberto Fernández
- UD Las Palmas: David Ojeda
- Girona FC: Vicente Casal, José Agustín Gómez

#### Liga SmartBank
- Real Oviedo: Fran Díez, Chisco García
- UD Almería: Juan Antonio Manzano
- AD Alcorcón: Alberto Fernández
- Málaga CF: Isabel Sánchez
- Real Zaragoza: Rafa Feliz
- CD Tenerife: Aleix Valero
- CD Lugo: Juan Galego
- SD Huesca: Javier Saralegui, Rafa Feliz
- Girona FC: José Agustín Gómez
- UD Las Palmas: David Ojeda
- CF Fuenlabrada: Alberto Fernández
- Sporting de Gijón: Juan Gancedo
- SD Ponferradina: Rober Ugarte
- C. D. Mirandés: Roberto Bascoy
- Real Valladolid: Héctor Rodríguez
- C. D. Leganés: Alberto Fernández
- S. D. Eibar: Luis Fernando Baranda
- Cartagena F. C.: Victorio de Haro
- Real Sociedad B: Iñigo Taberna
- S. D. Amorebieta: Luis Fernando Baranda
- UD Ibiza: Rafael Martínez
- Burgos CF: Juan Abril

#### Fútbol Femenino
El futbol femenino (Liga Iberdrola y Selección Española) es contado por Ana Rodríguez.

#### Selección Española
Alfredo Martínez y Fernando Burgos siguen la selección española.

#### Fútbol internacional
- Coordinación: Miguel Venegas
- Fútbol inglés: Jesús López
- Fútbol italiano: Mario Gago
- Fútbol francés: Manu Terradillos

Todos los lunes, el equipo de fútbol internacional publica el pódcast Onda Fútbol.

### Baloncesto
Esta lista de narradores son de los equipos que juegan en su cancha.

#### Liga Endesa
- Real Madrid: David Camps
- Barcelona: Albert Arranz
- Baskonia: Roberto Bascoy
- Unicaja: Julio Rodríguez, Isabel Sánchez
- Valencia: Víctor Lluch, Jordi Gosalvez, Eduardo Esteve
- Gran Canaria: David Ojeda
- Tenerife: Aleix Valero
- MoraBanc Andorra: Víctor Duaso, Rubén Rey
- UCAM Murcia: Victorio de Haro
- Breogán Lugo: Juan Galego, Rubén Fernández Dorado
- Fuenlabrada: David Camps
- Bilbao Basket: Luis Fernando Baranda
- Obradoiro: Juan Galego, Rubén Rey
- Básquet Zaragoza: Rafa Feliz, José Antonio Ayala
- Joventut: Albert Arranz, Gerard Sanz
- Real Betis Baloncesto: José Manuel Jiménez
- San Pablo Burgos:  Juan Abril, Samuel Gil Quintana
- Basquet Manresa: Albert Arranz, Gerard Sanz

### Tenis
Rafa Plaza cuenta todo lo que ocurre en el mundo del tenis.

### Balonmano
Héctor Rodríguez narra los partidos de balonmano.

### Fórmula 1 y MotoGP
Rafa Fernández narra lo que ocurre en el mundo del motor.

### Ciclismo
Javier Barbero trae todo lo que pasa en el mundo del ciclismo.

## El Tren de Radioestadio
Cada media hora, Edu García actualiza todos los resultados de todos los deportes (principalmente futbol). Para que haya tren debe de haber más de uno o dos partidos en juego. En los "trenes" que coinciden con la media hora actualiza los resultados polideportivos. En los programas del último fin de semana del año, el tren se sustituye por el trineo por motivos navideños. No varía nada respecto del tren habitual.

## Radioestadio Noche
Radioestadio Noche es un programa que presentan Edu Pidal y Rocío Martínez de lunes a viernes de 23:30 a 1:30. 

## La Brújula de Radioestadio
Todas las tardes de las 20:30 a 21:00 en La Brújula Edu Pidal repasa toda la actualidad deportiva del día.

## Sintonías
- Cabecera: Game of Your Life de VHPR con diferentes narraciones de Alfredo Martínez, Alberto Pereiro, Hugo Condes, Gorka Acitores, Alejandro Romero, Víctor Lluch, Carlos Hidalgo.
- Presentación partidos (futbol): Life Of The Game de VHPR (Inicio de programa) y Amor Erótico (Mosso In The Edit) de Carolina Márquez.
- Alineaciones (futbol): Twisted (Original Single Edit) de Svenson & Gielen.
- Goles: Animalaction (Macho Mix) de Paraje.
- Palco de “Profes”: Malela de Spiritu (896).
- Selección Española: Oye El Boom de David Bisbal.
- El Tren: Invisible (Supernatural Mix) de TIlt (futbol y baloncesto) y Hoe Het Danst de Marco Borsato, Armin van Buuren y Davina Michelle (polideportivo).
- Última hora: Better Skate Than Never de Jan Cyrka.

## Audiencias
| Estudio General de Medios | Oyentes sábado-domingo | Posición en el ranking de carruseles  |
| ------------------------- | ---------------------- | ------------------------------------- |
| 1 oleada EGM 2022         | 453.000-575.000        | Tercero (1º, Tiempo de Juego, COPE)   |
| 3 oleada EGM 2021         | 530.000-532.000        | Tercero (1º, Tiempo de Juego, COPE)   |
| 2 oleada EGM 2021         | 447.000-373.000        | Tercero (1º, Tiempo de Juego, COPE)   |
| 1 oleada EGM 2021         | 377.000-339.000        | Tercero (1º, Tiempo de Juego, COPE)   |
| 3 oleada EGM 2020         | 402.000-351.000        | Tercero (1º, Carrusel Deportivo, SER) |
| 1 oleada EGM 2020         | 398.000-420.000        | Tercero (1º, Carrusel Deportivo, SER) |
| 3 oleada EGM 2019         | 547.000-333.000        | Tercero (1º, Carrusel Deportivo, SER) |
| 2 oleada EGM 2019         | 501.000-393.000        | Tercero (1º, Carrusel Deportivo, SER) |
| 1 oleada EGM 2019         | 402.000-459.000        | Tercero (1º, Tiempo de Juego, COPE)   |
| 3 oleada EGM 2018         | 346.000-503.000        | Tercero (1º, Carrusel Deportivo, SER) |
| 2 oleada EGM 2018         | 400.000-466.000        | Tercero (1º, Carrusel Deportivo, SER) |
| 1 oleada EGM 2018         | 396.000-377.000        | Tercero (1º, Carrusel Deportivo, SER) |
| 3 oleada EGM 2017         | 444.000-474.000        | Tercero (1º, Carrusel Deportivo, SER) |
| 2 oleada EGM 2017         | 374.000-512.000        | Tercero (1º, Carrusel Deportivo, SER) |
| 1 oleada EGM 2017         | 552.000-543.000        | Tercero (1º, Tiempo de Juego, COPE)   |
| 3 oleada EGM 2016         | 487.000-631.000        | Tercero (1º, Carrusel deportivo, SER) |
| 2 oleada EGM 2016         | 573.000-692.000        | Tercero (1º, Carrusel deportivo, SER) |
| 1 oleada EGM 2016         | 511.000-628.000        | Tercero (1º, Carrusel deportivo, SER) |
| 3 oleada EGM 2015         | 554.000-662.000        | Tercero (1º, Carrusel deportivo, SER) |
| 2 oleada EGM 2015         | 604.000-711.000        | Tercero (1º, Carrusel deportivo, SER) |
| 1 oleada EGM 2015         | 706.000-770.000        | Tercero (1º, Carrusel deportivo, SER) |
| 3 oleada EGM 2014         | 813.000-801.000        | Tercero (1º, Carrusel deportivo, SER) |
| 2 oleada EGM 2014         | 557.000-691.000        | Tercero (1º, Carrusel deportivo, SER) |
| 1 oleada EGM 2014         | 646.000-511.000        | Tercero (1º, Tiempo de Juego, COPE)   |
| 3 oleada EGM 2013         | 823.000-680.000        | Tercero (1º, Carrusel deportivo, SER) |
| 2 oleada EGM 2013         | 671.000-596.000        | Tercero (1º, Carrusel deportivo, SER) |
| 1 oleada EGM 2013         | 786.000-705.000        | Tercero (1º, Carrusel deportivo, SER) |
| 3 oleada EGM 2012         | 752.000-591.000        | Tercero (1º, Carrusel deportivo, SER) |
| 2 oleada EGM 2012         | 631.000-564.000        | Tercero (1º, Carrusel deportivo, SER) |
| 1 oleada EGM 2012         | 759.000-606.000        | Tercero (1º, Carrusel deportivo, SER) |
| 3 oleada EGM 2011         | 677.000-636.000        | Tercero (1º, Carrusel deportivo, SER) |
| 2 oleada EGM 2011         | 593.000-652.000        | Tercero (1º, Carrusel deportivo, SER) |
| 1 oleada EGM 2011         | 817.000-557.000        | Tercero (1º, Carrusel deportivo, SER) |
| 3 oleada EGM 2010         | 583.000-664.000        | Tercero (1º, Carrusel deportivo, SER) |
| 2 oleada EGM 2010         | 290.000-557.000        | Segundo (1º, Carrusel deportivo, SER) |
| 1 oleada EGM 2010         | 396.000-517.000        | Segundo (1º, Carrusel deportivo, SER) |

## Premios
- Antena de oro 2002, en Radio.
- Premio nacional de radio 2010, Narrador de eventos deportivos a Javier Ares (Radioestadio).
- Premio nacional de radio 2011, Mejor Narrador deportivo a Alfredo Martínez (Radioestadio).
- Premio ondas 2011, en radio (Junto al resto de programas deportivos radiofónicos de fin de semana).
- Lo mejor de la Radio 2011, de PR-Noticias.